# Gran Premio di Lugano (Einzelzeitfahren)

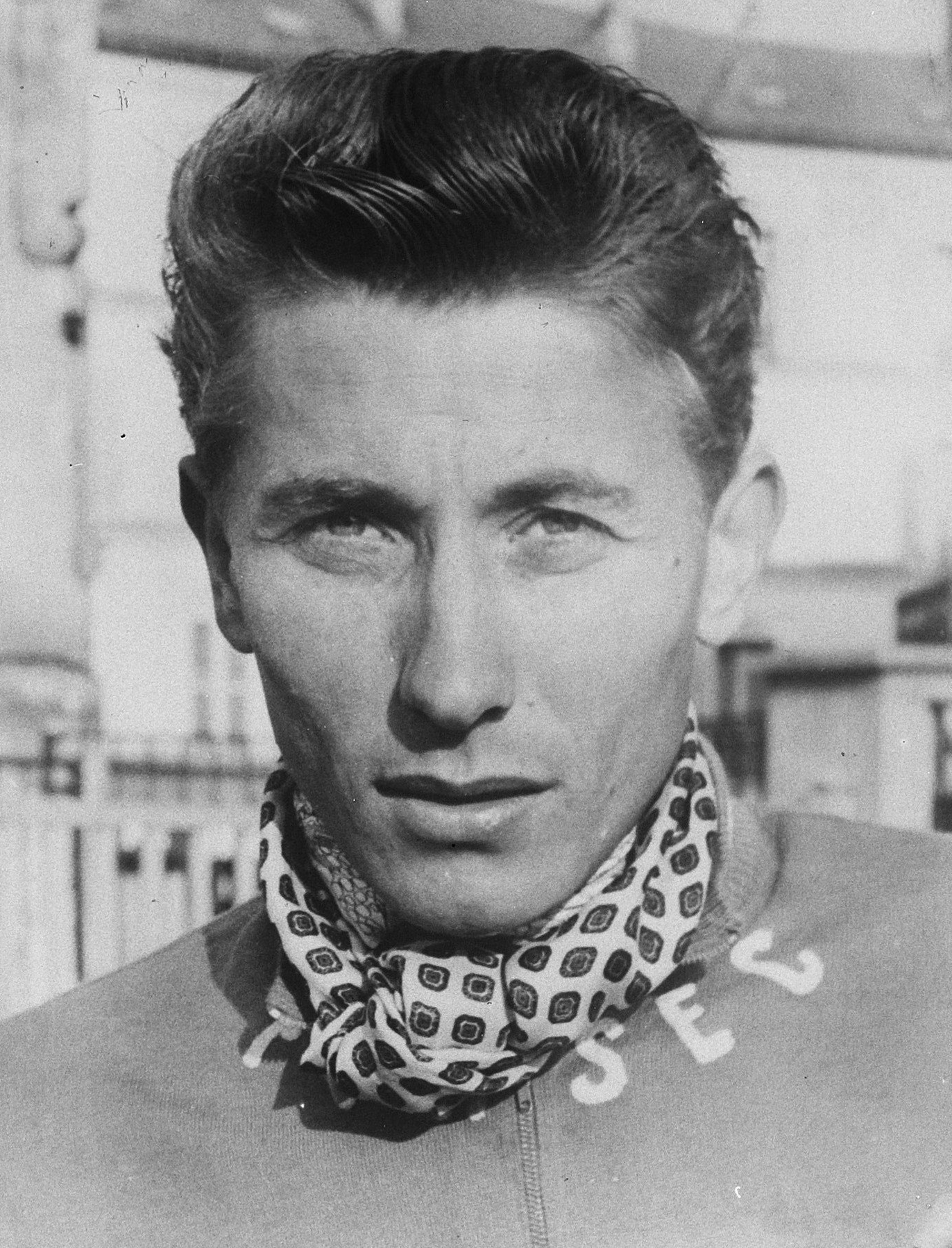
Jacques Anquetil, siebenfacher Sieger im Gran Premio di Lugano

Der Gran Premio di Lugano war ein Schweizer Wettbewerb im Strassenradsport und wurde als Einzelzeitfahren für Berufsfahrer ausgetragen.

## Geschichte
Der Gran Premio di Lugano wurde 1950 begründet und bis 1979 veranstaltet. Es war ein Einladungsrennen, bei dem in der Regel die besten Zeitfahrer der jeweiligen Saison am Start waren. Seit 1981 wird unter diesem Namen ein Eintagesrennen veranstaltet.
Der Kurs des Grand Premio führte entlang des Luganersees im Kanton Tessin mit Start und Ziel in Lugano. Das Rennen hatte 27 Ausgaben und fand zum Saisonende im Oktober statt. Der Gran Premio di Lugano war mit dem Grand Prix des Nations und dem Grand Prix von Castrocaro Terme eines der wichtigsten Zeitfahren im Radsport in jener Zeit. Zur Premiere trug das Rennen den Zusatz „Grand Prix Vanini“ im Namen. Erfolgreichster Fahrer war Jacques Anquetil mit sieben Siegen.

## Palmarès
| Jahr | Sieger            | Zweiter           | Dritter             |
| ---- | ----------------- | ----------------- | ------------------- |
| 1950 | Ferdy Kübler      | Fausto Coppi      | Hugo Koblet         |
| 1951 | Fausto Coppi      | Hugo Koblet       | Ferdy Kübler        |
| 1952 | Fausto Coppi      | Giancarlo Astrua  | Louison Bobet       |
| 1953 | Jacques Anquetil  | Pasquale Fornara  | Ferdy Kübler        |
| 1954 | Jacques Anquetil  | Pasquale Fornara  | Isaac Vitré         |
| 1955 | Rolf Graf         | Aldo Moser        | Jean Brankart       |
| 1956 | Fausto Coppi      | Rolf Graf         | Albert Bouvet       |
| 1957 | Ercole Baldini    | Aldo Moser        | Fausto Coppi        |
| 1958 | Jacques Anquetil  | Gérard Saint      | Gilbert Desmet      |
| 1959 | Jacques Anquetil  | Ercole Baldini    | Alcide Vaucher      |
| 1960 | Jacques Anquetil  | Gilbert Desmet    | Ercole Baldini      |
| 1961 | Jacques Anquetil  | Rolf Graf         | Jan Hugens          |
| 1962 | Rolf Graf         | Ercole Baldini    | Ferdinand Bracke    |
| 1963 | Raymond Poulidor  | Ferdinand Bracke  | Jean-Claude Lebaube |
| 1964 | Ferdinand Bracke  | Gianni Motta      | Rudi Altig          |
| 1965 | Jacques Anquetil  | Gianni Motta      | Robert Hagmann      |
| 1966 | Vittorio Adorni   | Felice Gimondi    | Jacques Anquetil    |
| 1967 | Felice Gimondi    | Bernard Guyot     | Robert Hagmann      |
| 1968 | Eddy Merckx       | Felice Gimondi    | Rudi Altig          |
| 1969 | Rudi Altig        | Ole Ritter        | Herman Van Springel |
| 1970 | Ole Ritter        | Gösta Pettersson  | Tomas Pettersson    |
| 1971 | Luis Ocaña        | Gösta Pettersson  | Herman Van Springel |
| 1972 | Felice Gimondi    | Roger Swerts      | Ole Ritter          |
| 1973 | nicht ausgetragen | nicht ausgetragen | nicht ausgetragen   |
| 1974 | Ole Ritter        | Francesco Moser   | Roger De Vlaeminck  |
| 1975 | Roy Schuiten      | Francesco Moser   | Freddy Maertens     |
| 1976 | nicht ausgetragen | nicht ausgetragen | nicht ausgetragen   |
| 1977 | nicht ausgetragen | nicht ausgetragen | nicht ausgetragen   |
| 1978 | Joop Zoetemelk    | Francesco Moser   | Bernt Johansson     |
| 1979 | Michel Laurent    | Josef Fuchs       | Daniel Gisiger      |